# Calceolaria arbuscula
Calceolaria arbuscula är en toffelblomsväxtart som beskrevs av U. Molau. Calceolaria arbuscula ingår i släktet toffelblommor, och familjen toffelblomsväxter. Inga underarter finns listade i Catalogue of Life.